# Petite-Jamine
Petite-Jamine (Klein-Gelmen en néerlandais) est une section de la commune belge de Heers située en Région flamande dans la province de Limbourg. C'était une commune à part entière avant la fusion des communes de 1971 quand elle fusionne avec Grande-Jamine, Engelmanshoven et Gelinden formant ainsi la nouvelle commune de Gelmen. Lors de la fusion des communes de 1977 cette dernière fut dissoute et Petite-Jamine devient une section de Heers alors que les autres anciennes communes deviennent des sections de Saint-Trond.

## Démographie

### Évolution démographique
- Sources : INS, Rem. : 1831 jusqu'en 1961 = recensements